# 牽引自動車

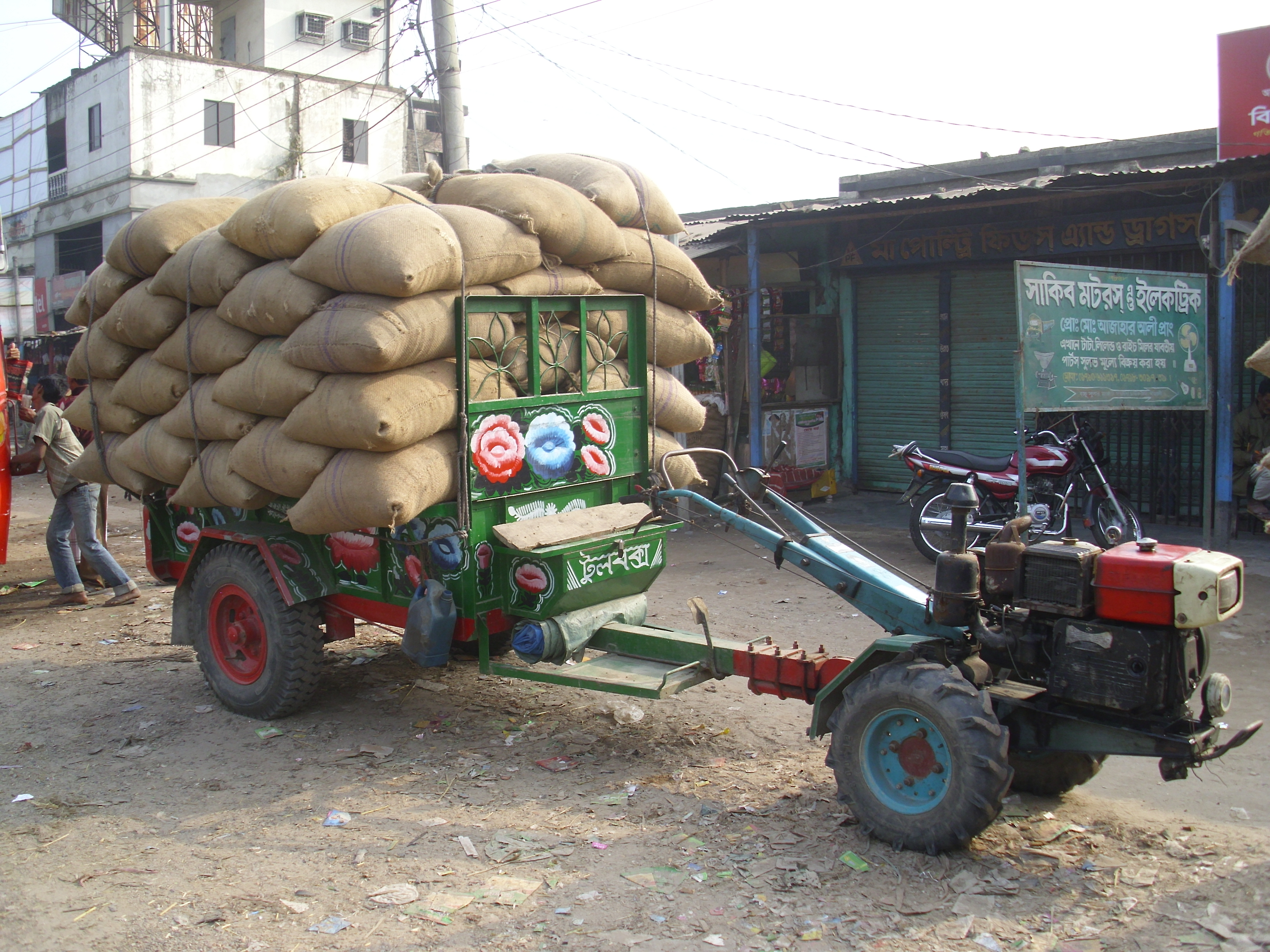
米袋を積んだトレーラーを引く、12馬力のトラクター

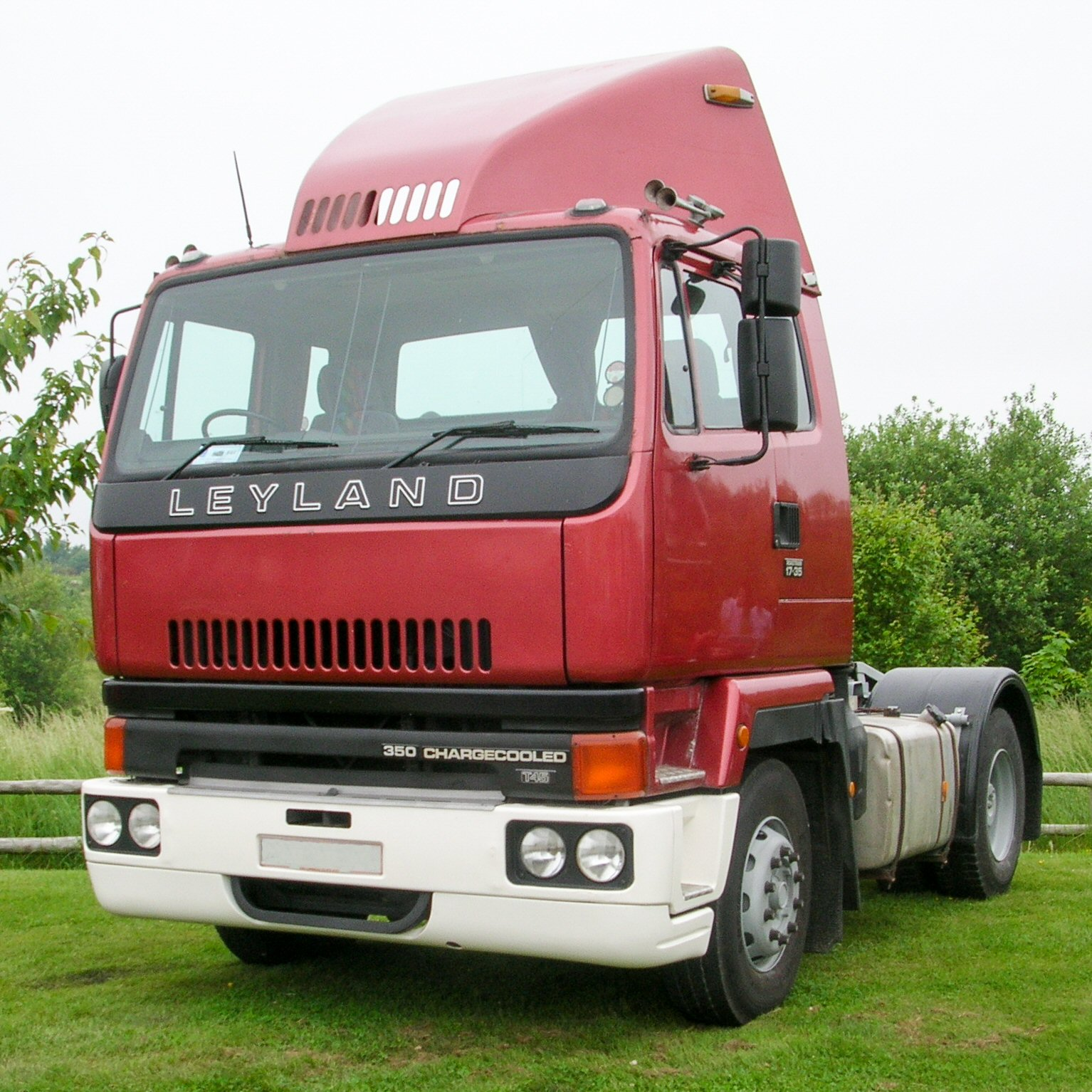
動力を担うトレーラーヘッド（通称アタマ）

牽引自動車（けんいんじどうしゃ）とは、自動車（主に貨物自動車）の形態の一つ。運転席と荷台や客車が分離できる構造のもの。
動力部をもつ前者をトラクターユニット（またはトレーラーヘッドまたはけん引車）と呼ぶ。荷車の役目を持つ後者をトレーラー（またはリヤカー、被けん引車）と呼ぶ。
フェリーやRO-RO船の航送時には、荷台のみを切り離して積み込むことが可能なため、運転手の拘束時間を短縮でき、人件費を抑えることができる。

## 種類と特徴

### セミトレーラー

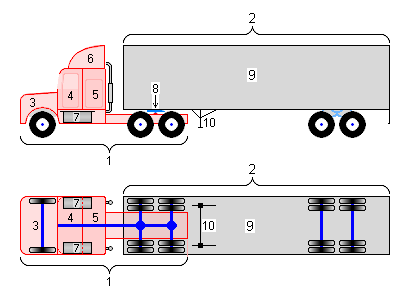
セミトレーラーの構造。トレーラーヘッド側の連結器は一般にカプラー（第五輪）で、トレーラー側の連結装置はキングピンである。

セミトレーラー（Semi-trailer）とは前車軸のないトレーラー。日本では最も一般的なトレーラーで、縦列駐車や後退が可能。あらゆる用途（#用途・積荷による分類参照）のトレーラーに使われる。
トレーラーヘッドとトレーラーの両方が連結されることを前提とした構造になっており、連結時にはトラクターの第五輪（連結部分）がトレーラーの前輪となる。トラクター単体には基本的には積載スペースがなく、トレーラー単体には前輪がないため、非連結時にはどちらも運搬車としての役割を果たさない。
車載車の一部にトラクターのキャビン上部に小型車を１台積載できる亀の子と呼ばれるトラクターも存在するが、連結状態以外での積み下ろしはできない。積載状態で連結を解除する事も原理的には可能であるが、非連結時に積載状態で走行することは違法となる。また亀の子のトラクターでは自動車重量税が課税されるトレーラーのみ牽引することができる。
操舵できるセミトレーラーもあり、ポールトレーラーと同様に、セミトレーラー側でも操舵する事により、車両の長さに対してより狭い場所を通過することができる。そのときは極めて低速で走行する。(セルフステア型である場合、通常の速度での運行が可能である)

### フルトレーラー
一台の貨物車の後ろに単体の荷台が連結されたもの。セミトレーラーと違い、トレーラーの荷重がフルにドリーにかかるため、区別して呼ばれる。
トラクター（フルトラクター）とトレーラーそれぞれの連結部分が可動式の、通称ドリー (A-Dolly) 式が多く、2箇所で屈曲が起こるため後退がたいへん難しく、あまり普及はしていない。ただし空港用ドーリー（空港グランドハンドリング車両で、貨物、手荷物などを運搬）はほとんどこのタイプが使用されている。
また、最近ではこの形式に代わるセンターアクスル（C-Dolly）式というものが登場し注目を集めている。これは、可動部をトレーラー側連結部のみの1箇所とし、かつトレーラーのタイヤ軸を中央に位置することで、セミトレーラーと同じ感覚での後退を可能にしたものである。ドリー式ではルネットアイをトラクターのピントルフックに連結する方式や、センターアクスル方式ではベルマウス式のものがほとんどである。

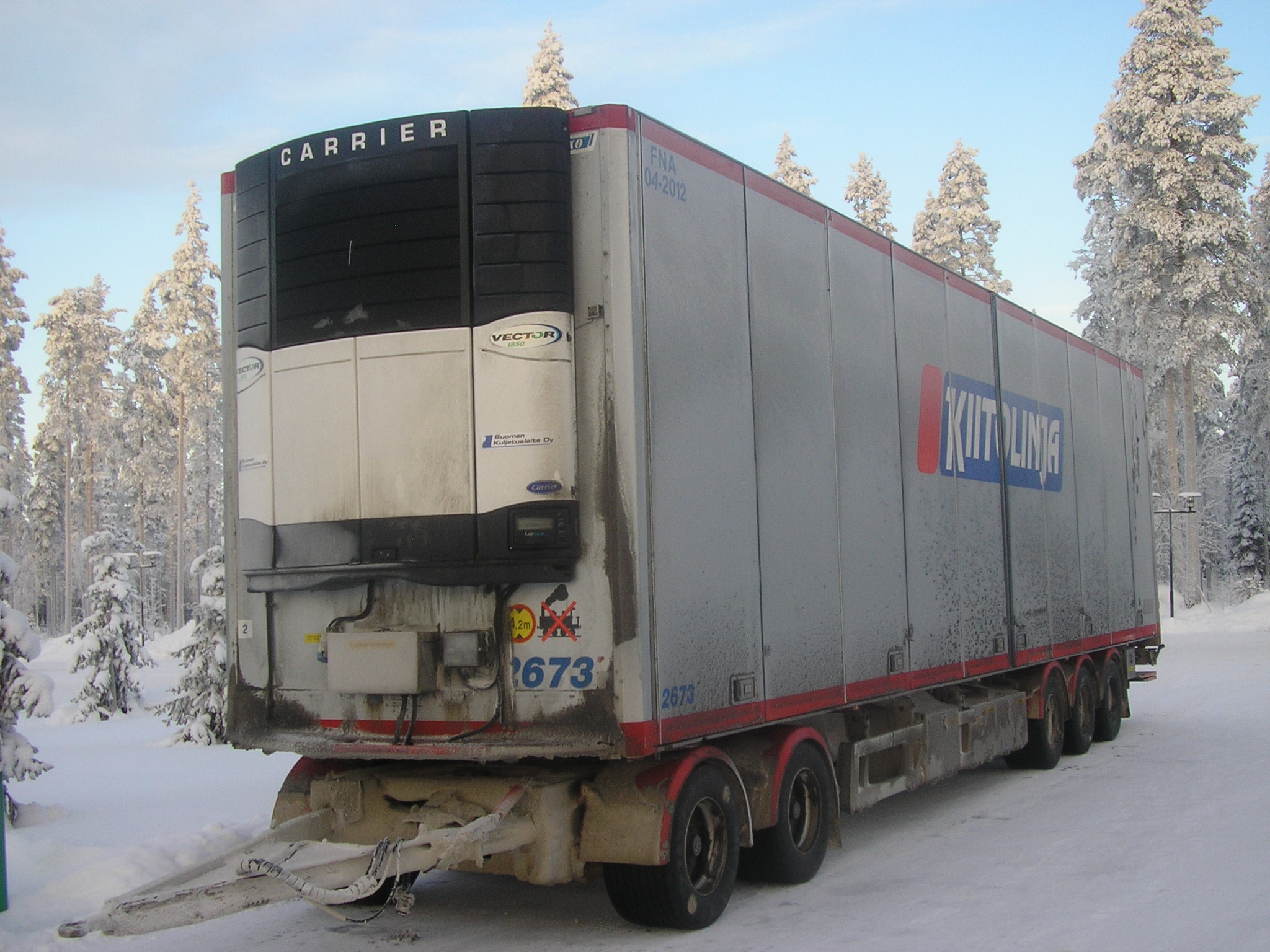
フルトレーラー
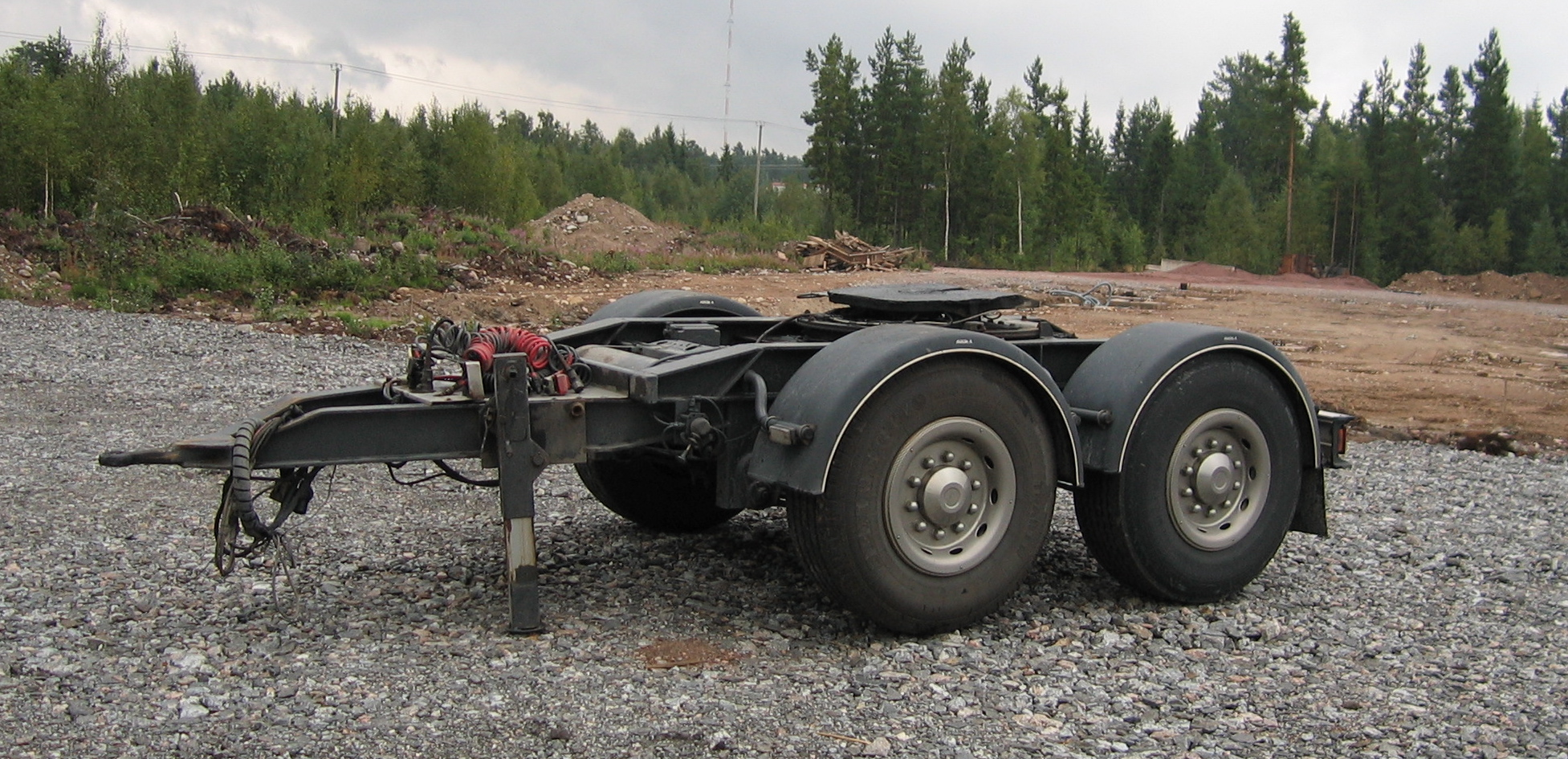
欧州型ドリー 写真はトラクターのカプラーとトレーラーのドローバーを一点でつなぐ「Aドリー」
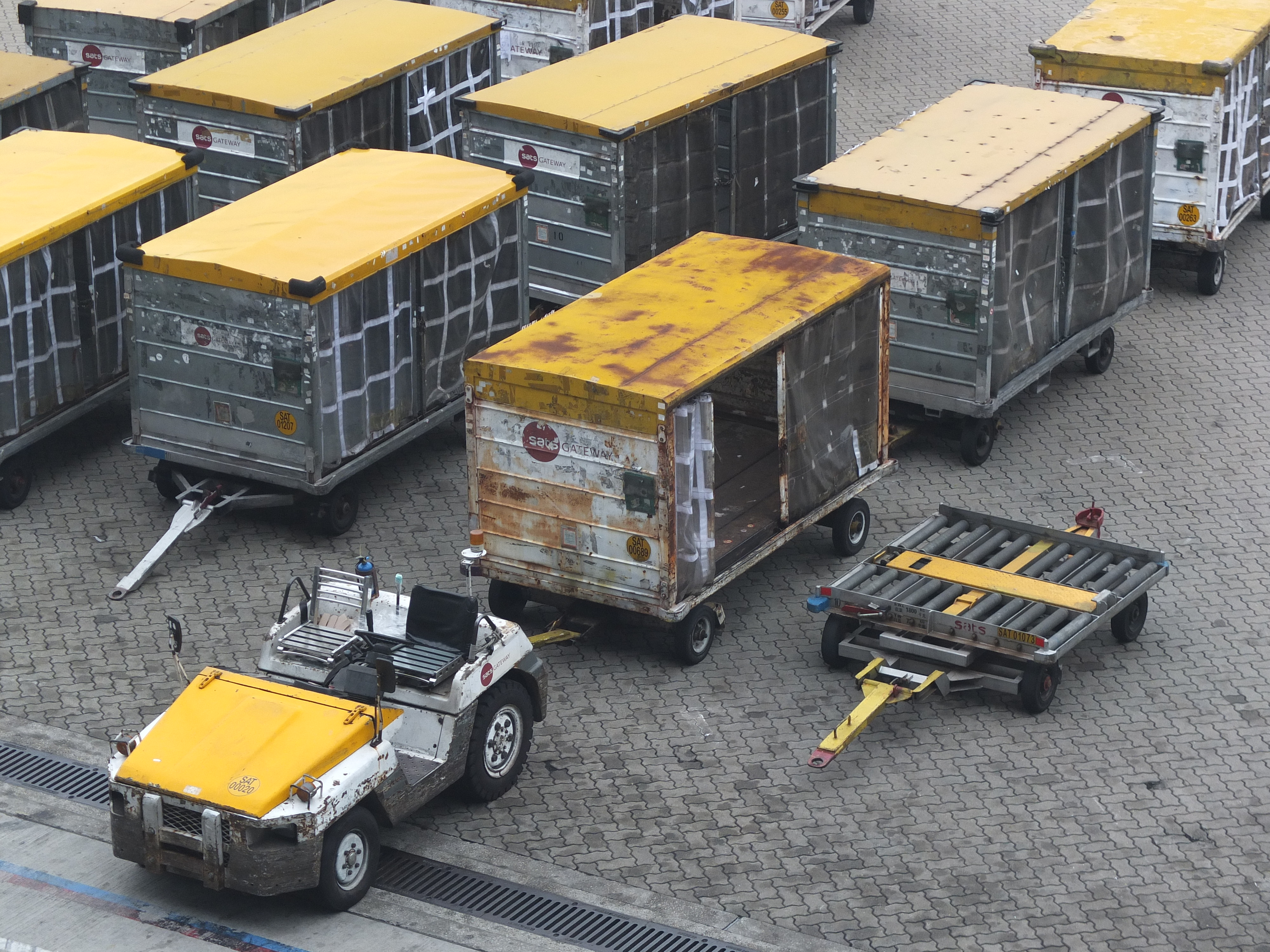
空港でユニット・ロード・デバイスを引くドリー

### ポールトレーラー
長尺物の運搬に使われるもので、積載物自体をフレームとすることで、トラクターとトレーラーが連結されるタイプのものを指す。当然ながら、強度の低いものや、変形の大きい貨物には適さない。通称「奴」（やっこ）とも呼ぶ。ナンバーは9で大型特殊になるが、運転免許はけん引だけでよい。
主な構造として、運搬する長尺物の寸法にあわせて伸縮可能なパイプ（ドローバーまたはステアリングバー）の先端のルネットアイをトラクターのピントルフックに引っ掛け、けん引車側とポールトレーラ側の各支点にターンテーブルを設置し、その2台のターンテーブルの上に荷物（主に長尺物）を載せて走行する。セミ用とフル用の両方の連結装置を使用し、ポールトレーラー側を逆位相で舵切りさせて内輪差を抑えるのが特徴。
積載されるものとしては、レール、橋梁、コンクリートパイル、原木、鉄道車両、鉄筋、円柱形重量物（煙突など）などが挙げられる。積載物の後ろが荷台よりはみ出る事が多く、従って、夜中など交通量の少ない時間帯に利用される事も少なくない。

### ダブルストレーラー
セミトレーラーの後部にさらにフルトレーラーを接続した形態の車両。日本においては車両総重量などサイズと法令の関係で公道での運用が困難であり､UBEの専用私道で運用されるものが著名な使用例の一つである。また派生型として、さらにフルトレーラーを追加したトリプルストレーラーもあったという｡

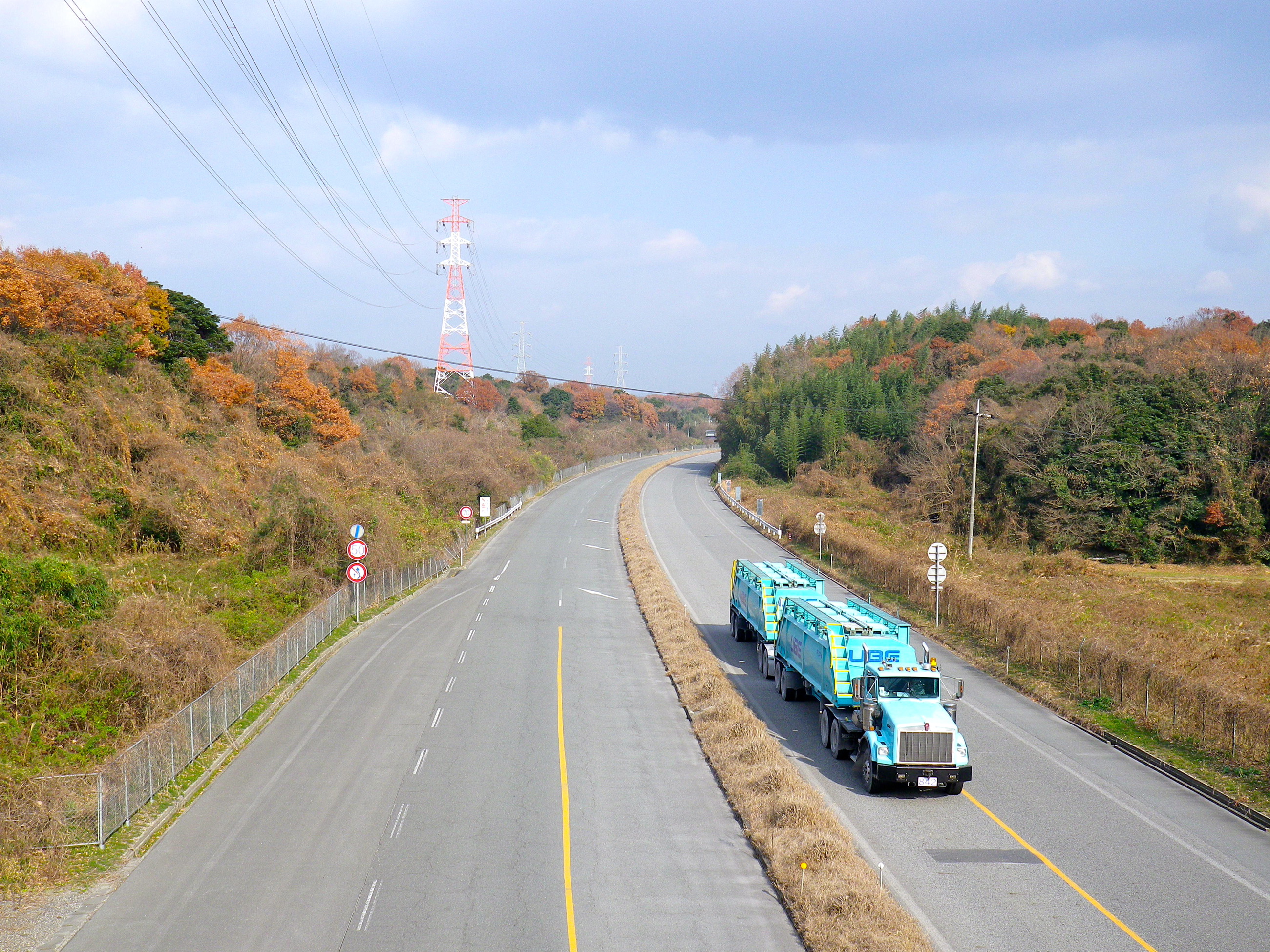
UBEで運用されるダブルストレーラー。
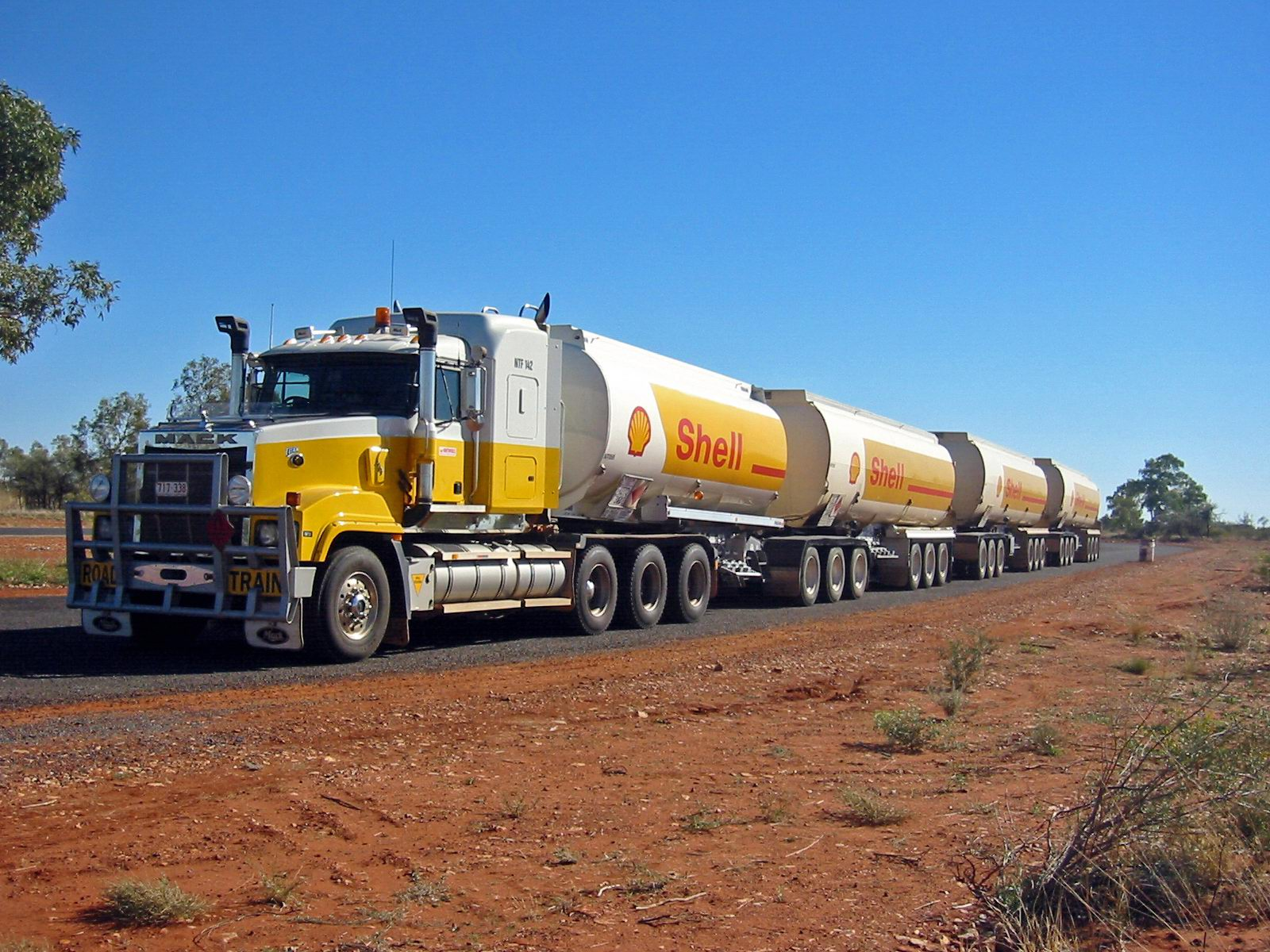
ロードトレインと呼ばれるオーストラリアの多連トレーラー

## 用途・積荷による分類

### バン・ウィング型
セミトレーラー型とフルトレーラー型が利用される。一般的な荷物の輸送に使われる。バン型はドライ、あるいは冷凍車が存在する。

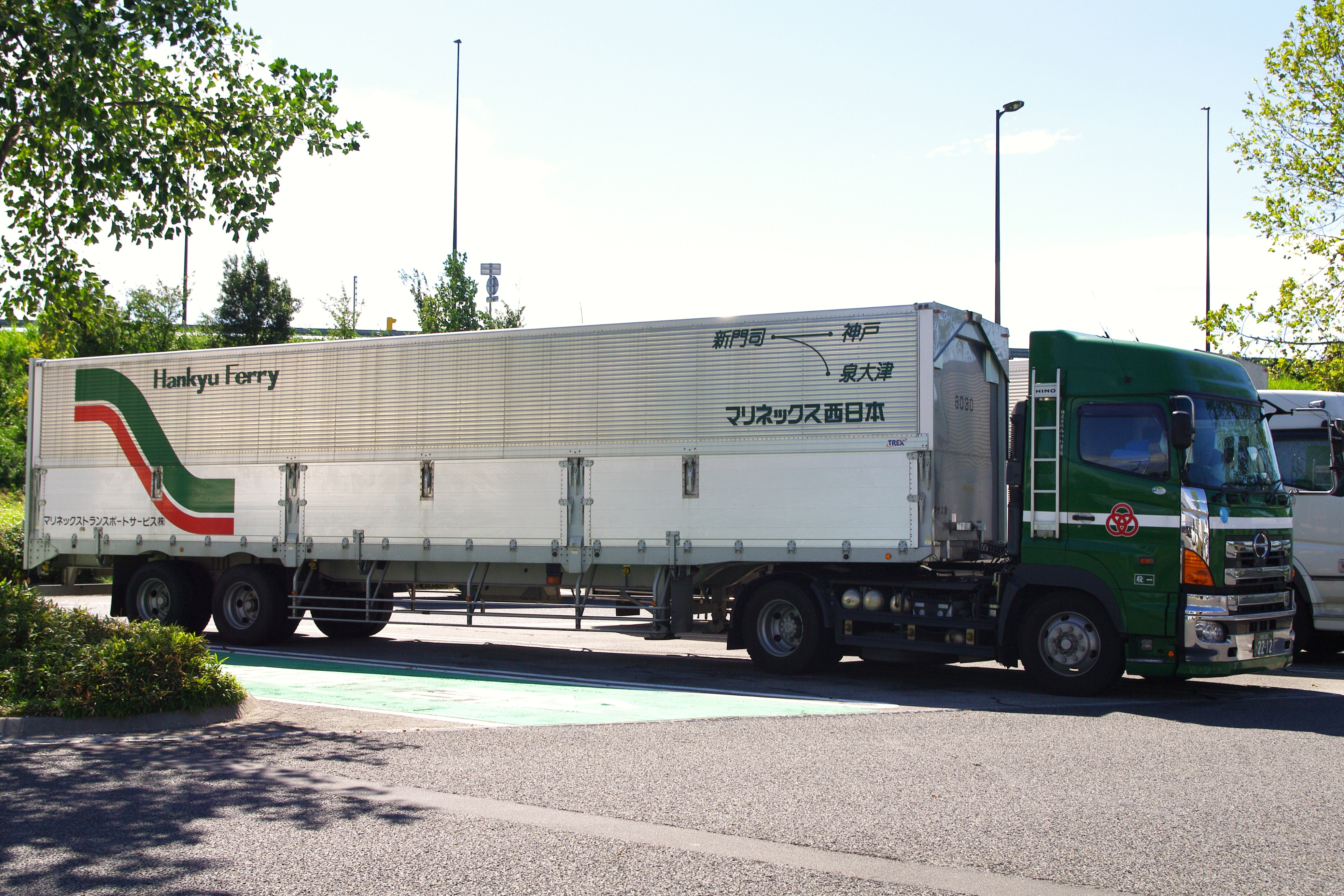
ウィングボディ型セミトレーラー
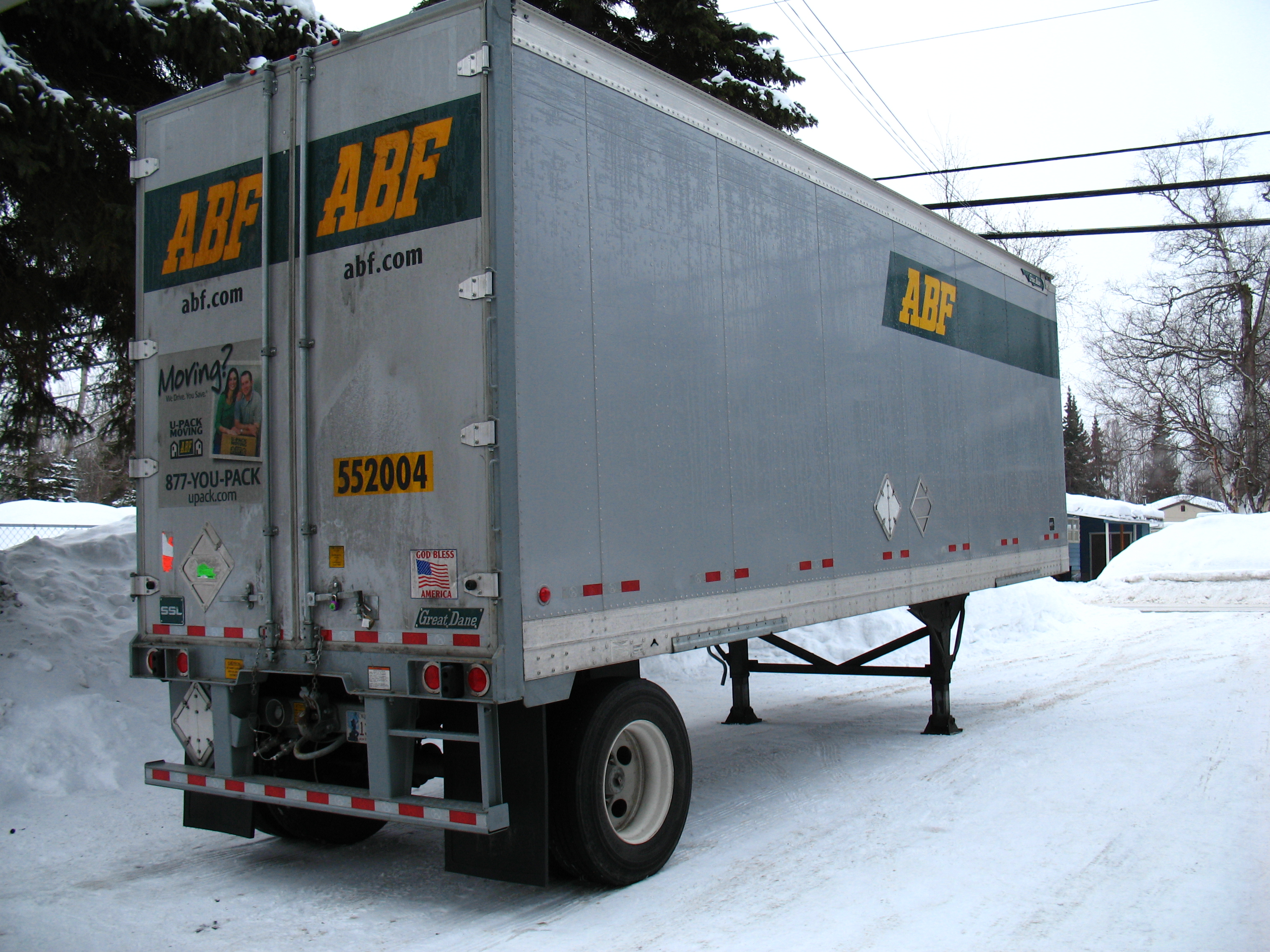
バンボディ型セミトレーラー

### コンテナトレーラー

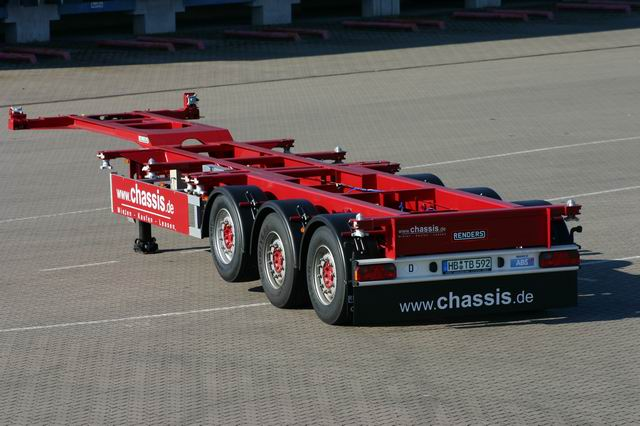
40ft コンテナシャーシ

セミトレーラーを利用し、鉄道コンテナや海上コンテナを輸送する。規制緩和によって登場した荷台が最も長いタイプ（約12.4 m）では、12 ft鉄道コンテナを3個同時に積む事や40 ft海上コンテナを積む事が可能。40 ft海上コンテナを積載する際に道路交通法で定められた車高規制以下に抑えるため、荷台プラットフォームをトラクタの操舵輪後部より低床化させた構造となっている。
コンテナシャーシは20フィート用は自重3.4トン最大積載量20トン 40フィート用は自重3.6トン最大積載量24トン（フル積載タイプは3軸で自重4.6トン最大積載量30トン）と自重の6倍以上のコンテナを積載することができ、ツイストロックと呼ばれる装置でコンテナをシャーシに固定する。

### 平ボディー型

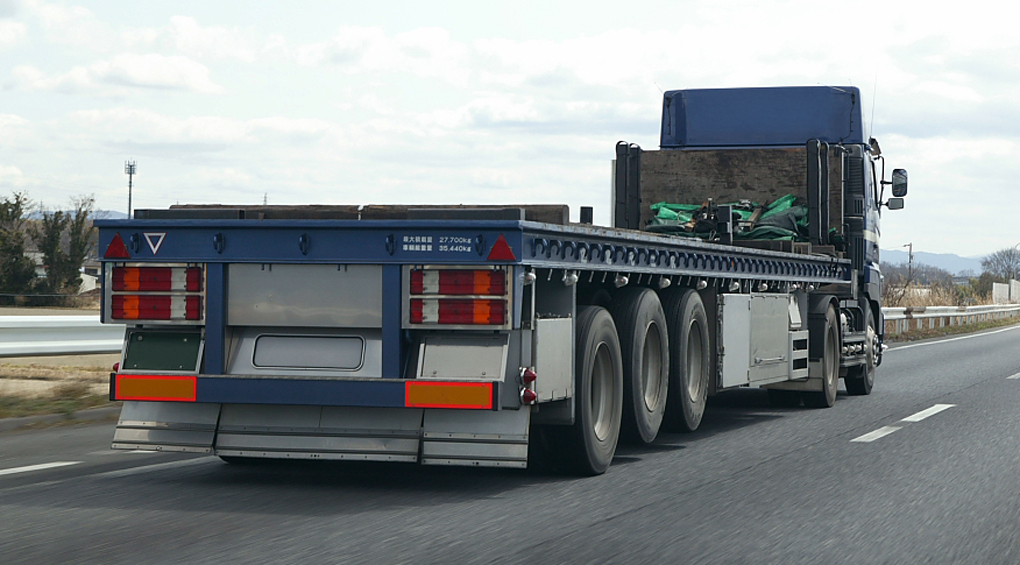
平ボディー型セミトレーラー
空荷での走行のため、後前軸と後中軸をリフト中

セミトレーラー型が利用される。基本的には雨天時でも運搬可能な物が積載される。

#### リフトアクスル
エアリフト・アクスル、ドロップ・アクスルとも呼ばれ、欧州では日本で普及する以前から元来の道路事情の悪さなどもあり、EU指令「1230/2012」により道路を保護する目的でリフトアクスル機構とエアサスペンションの搭載が義務化されている。また、この機構は1940年初頭に登場しており、当初機械式であったが、直ぐに油圧を利用したリフト方式に変更されている。スウェーデンの架装メーカーであるゼッターバーグス・インダストリー（Zetterbergs）が開発したゼータ=リフテン（Zeta-lyften）が油圧式の物として初めて商品化されている。タンデム式リフトは1957年にフィンランドの貨物自動車メーカー「ヴァナヤン」によって発明されている。
通常、最大積載量の関係と積載時の接地圧を分散させるため総輪を下げた状態で使用される。総軸が3軸以上のトラクターでは駆動軸の空転を防ぐため逆に接地圧を上げる目的で使用されるほか、空車時にはホイールベースが素因となる最小回転半径を縮め、無駄な抵抗を無くすことにより燃料消費量を約4%減らすことが可能となり、タイヤの無駄な摩耗を減らすことにも繋がるため、自動エアリフト式の車軸が採用され上げた状態で使用される。アメリカに於いては連邦橋重量式（Federal Bridge Gross Weight Formula）が決められているため、橋の重量制限の緩和目的で通過時には下げた状態で使用される。日本やイタリアでは車軸数から高速道路の料金が決められている関係上、空車時には節約目的でも使用される。日本ではトレーラー最後尾の軸のみ常時稼働する方式の車両が多いが、欧州ではトレーラーのみでなく、3軸以上のトラクター側にもリフトアクスル（最後尾を上げるタグリフト、中間を上げるミッドリフト、操舵機構が付いた後輪を上げるリア=ステア タグアクスル）機構が備わっており、回転半径を縮める目的でトレーラーの最後尾の1軸ないし2軸（3軸式であれば前後を上げる）をリフトさせる機構の車両が多く、上げることにより4×2、6×2の様な挙動となり1 m以上半径が縮むことで大幅に操作性が向上する。なお欠点としてオーバーハングが大きくなる側面を持ち合わせている。

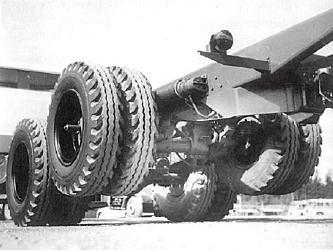
フィンランドのバナヤンが開発したタンデム式リフト。1960年撮影
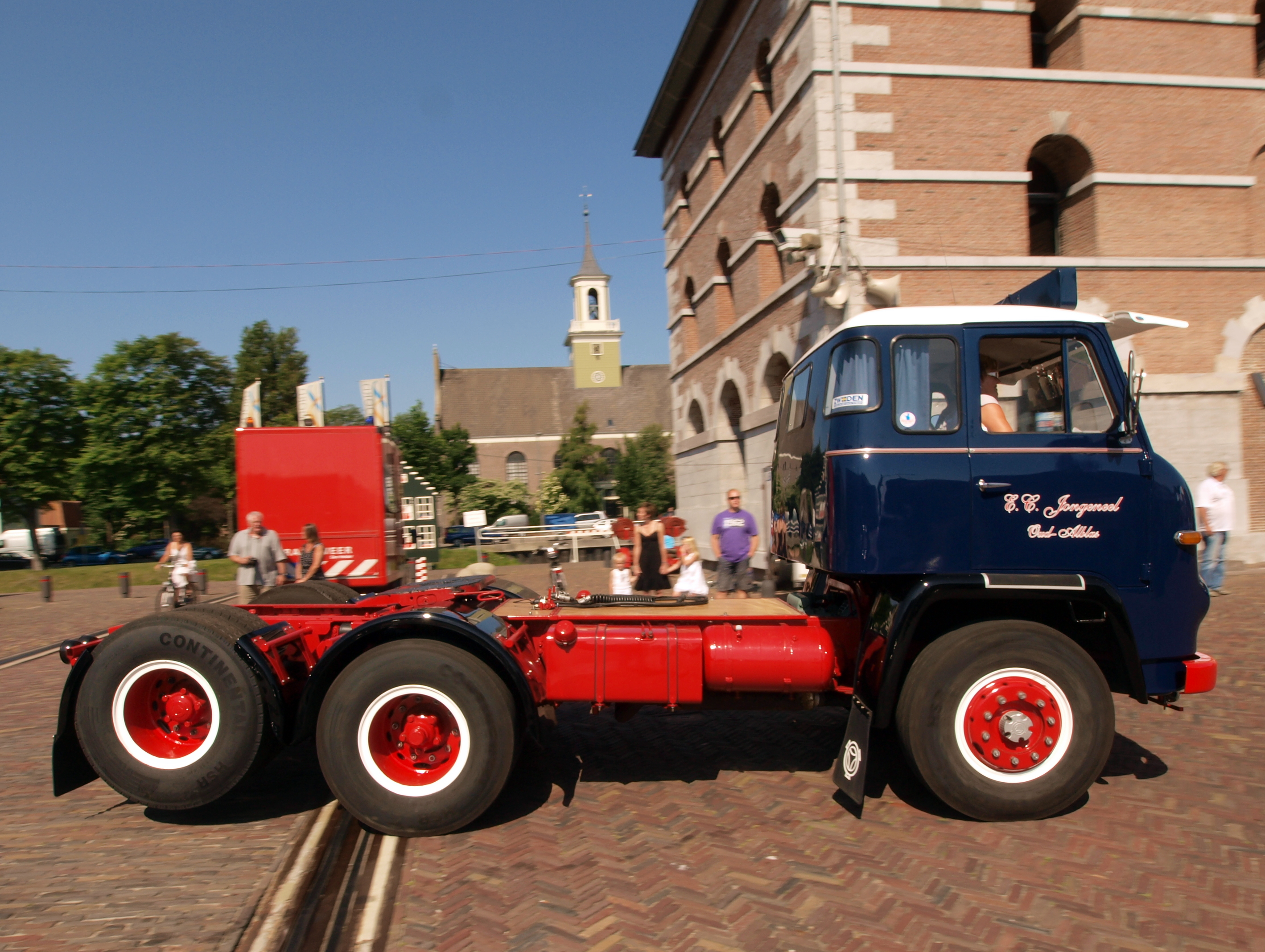
1963年式スカニア製トラクターLBS7631
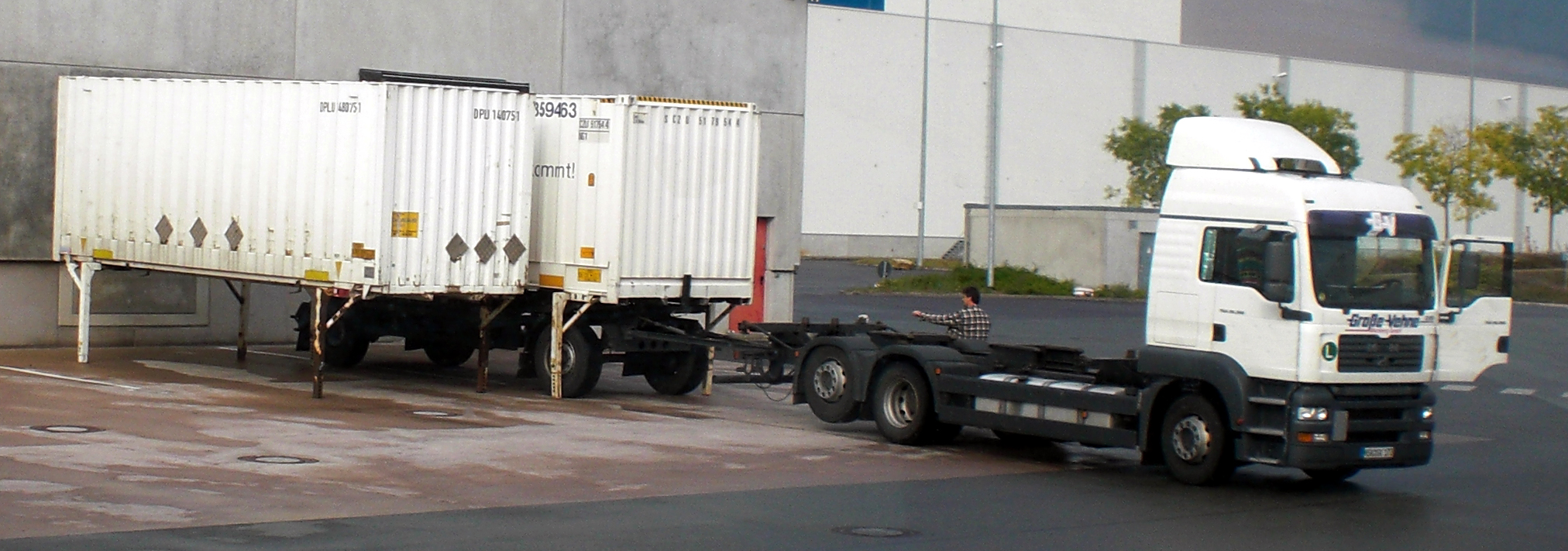
海上コンテナを連結作業中のMAN TGA
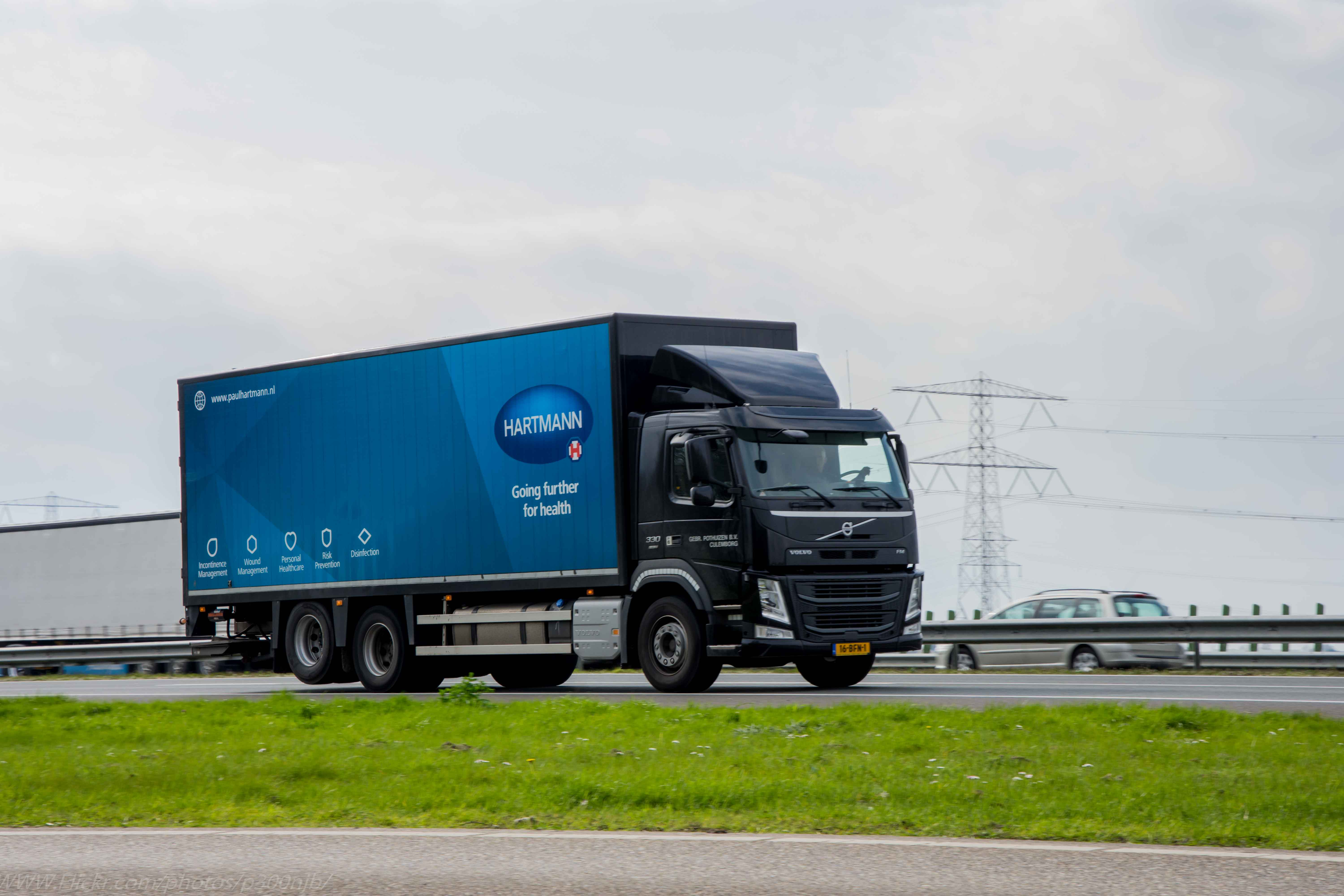
ボルボFM大型トラックでの使用例
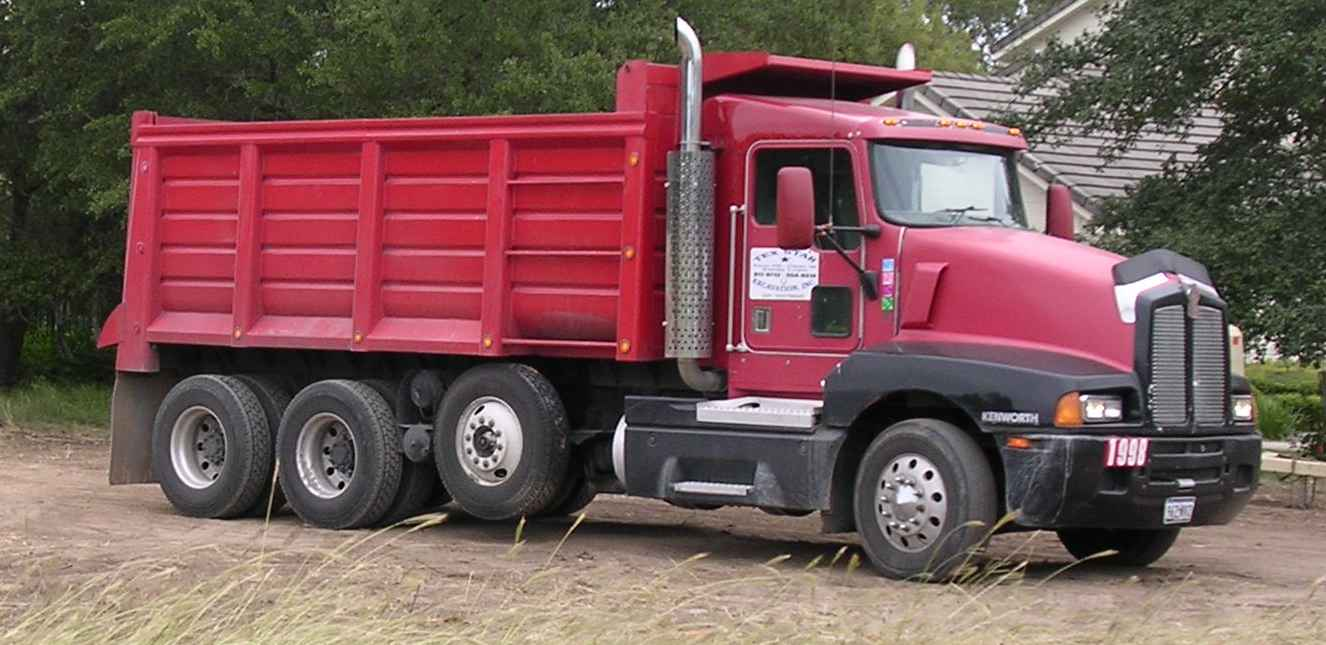
ケンワースT600型トリプルアクセル式ダンプカー（ミッドリフト式単車）
アメリカにおける橋の重量制限標識。車軸数によって最大重量（通行可能）が決められている。シングルユニットとは牽引自動車以外の単車を示す

### タンクローリー

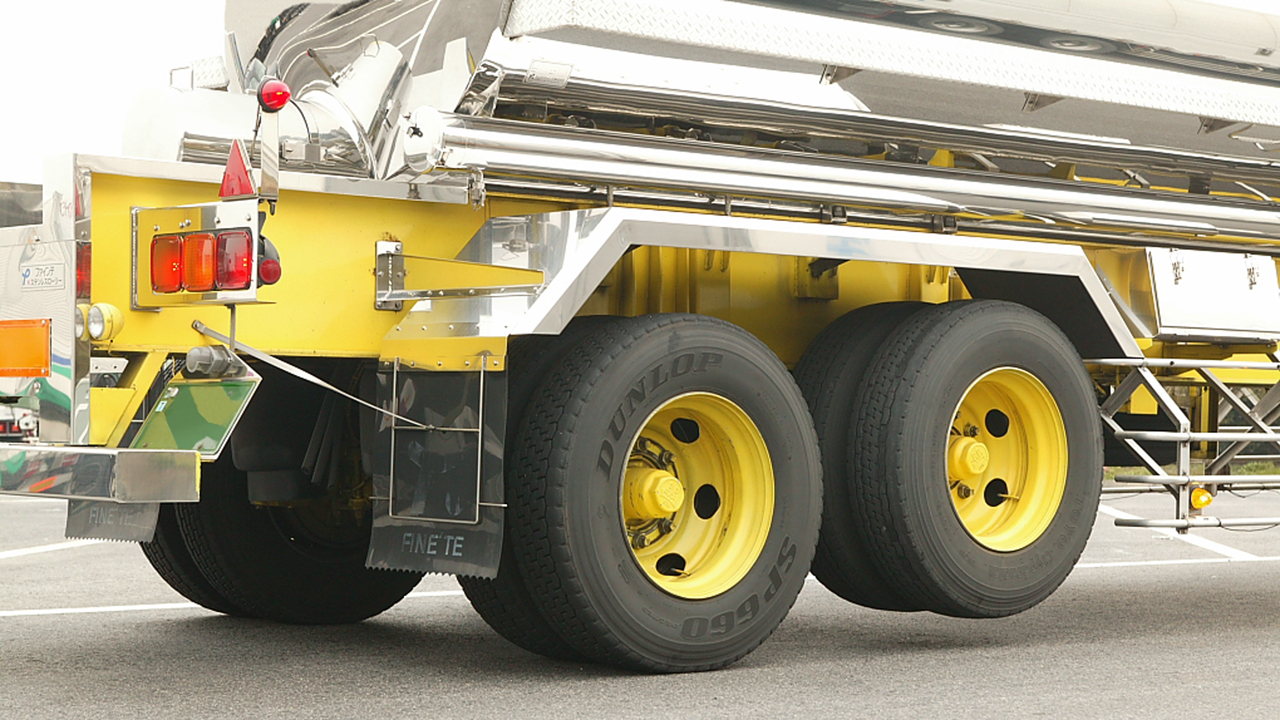
タンク型セミトレーラーのエアリフトアクスル
写真は比重の大きい液糖輸送車。

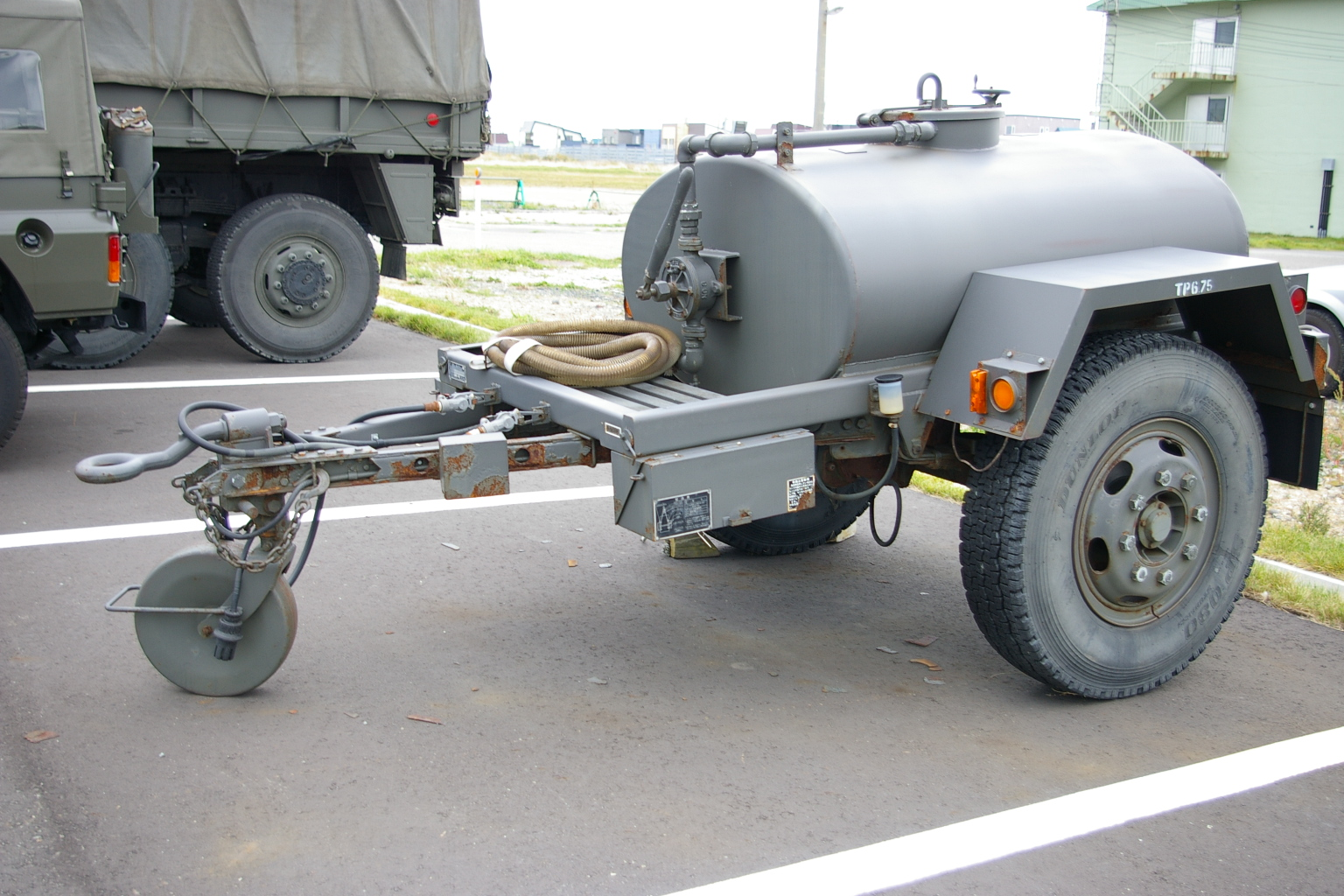
陸上自衛隊の水タンクトレーラー

セミトレーラー型が利用される。消防法の改正により最大積載量がそれまでの20 kLから30 kLまで変更されたため、トレーラーのみで13 m（トラクター連結時には17 m）近くになる車両も出始めている。
空荷時に1軸浮かせ高速道路の通行料金を安くさせる、エアリフトアクスル式という特殊車両も存在する。それを使うことにより2軸トラクタで牽引する後2軸セミトレーラーだった場合、積載時で4軸車扱いで特大料金であるが、空車では車軸がリフトするため3軸扱いとなり大型料金で通行できることになる。
なお、似た形の車両として毒劇物などの運搬車（タンク型）があるが、そちらにはフルトレーラーが使用される事がある。

### 低床式トレーラー

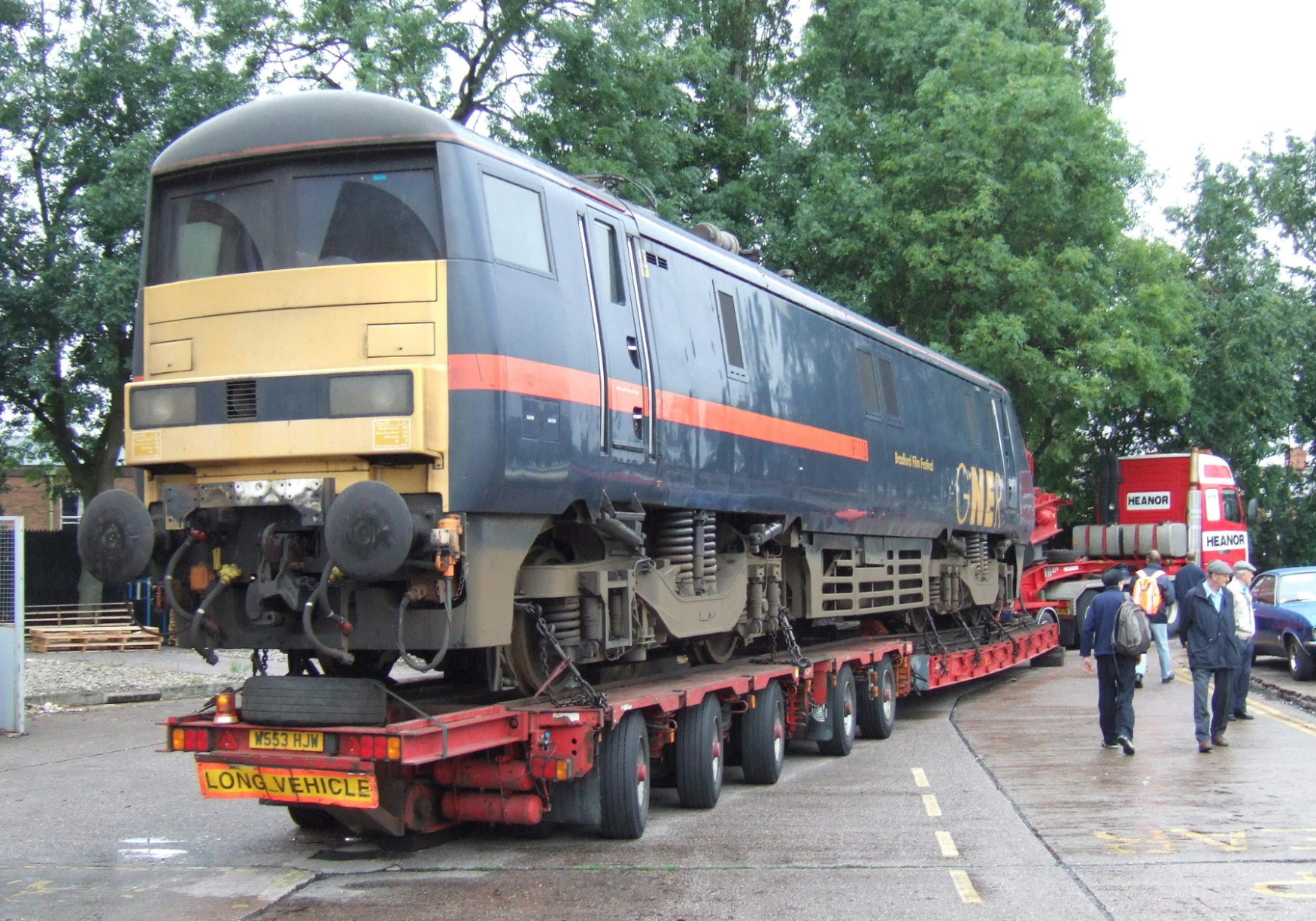
クラス91型電気機関車(British Rail Class 91)を運ぶ低床式トレーラー

セミトレーラーが利用される。ブルドーザー・ロードローラーといった重機や、巨大長尺物の運搬に使われる。車幅が3 mかそれ以上となる車両が多く、狭い道を通行する際には対向車線にはみ出す。

### ダンプトレーラー
セミトレーラーかフルトレーラーが利用される。
土砂運搬のダンプトレーラーは1972年〜1999年の間は新規登録が出来なかった。
※土砂を積載したダンプによる事故多発を背景に、1972年に新型自動車の審査基準の雑則に「もっぱら土砂等を運搬するダンプ型車は被けん引自動車ではないこと」と記載され、1999年の規制緩和まで、新規の型式認定が出来なかったためである。
単体型のダンプカー（最大10t積程度）に比べダンプトレーラーの積載能力ははるかに高い（最大28t積程度）ものの、あまり普及していない。これは、ダンプの活動場所は狭く足場の緩い工事現場が主であり、そのような場所でのバックは取り回しが悪いことと、平らではない場所でのダンプアップ（積載物を落とすために荷台を上昇させる事）は車両の転倒を招くおそれがあるためである。そのため、トレーラーダンプは原料（骨材）プラントからコンクリートプラント間の運搬等に用いられることが多い。

### キャリアカー

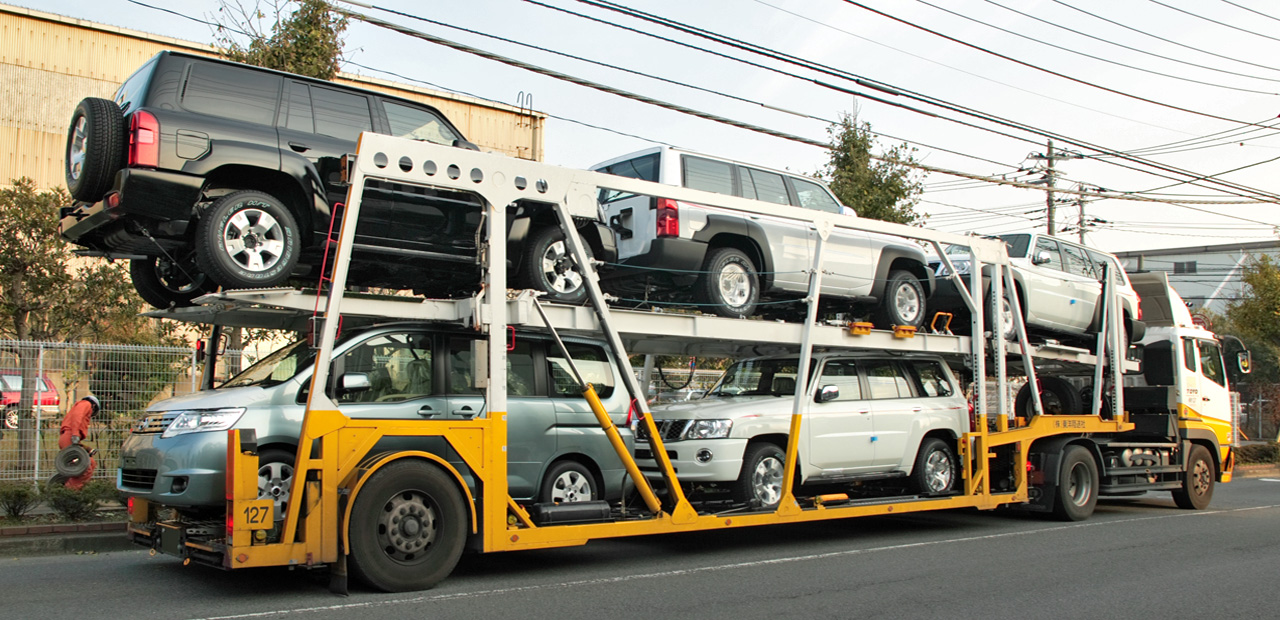
日本のセミトレーラー型キャリアカー

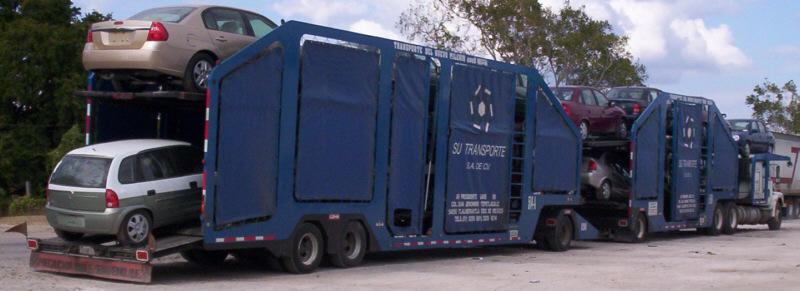
セミトレーラーとフルトレーラーが連結されたキャリアカー（メキシコ）

外国では2連トレーラー（セミ+フル）なども多く利用されるのに対し、日本では主にセミトレーラーが多用される。これは、日本の法律でセミトレーラーの連結時全長が規制されているためである。
キャブの上にも自動車を積載できる全長17 mタイプの車両（通称［亀の子］）は、は、8台の自動車を一度に積載できる。なおキャブ上の荷台に積まれる車は、車高規制（4.1 m）によって、セダンタイプに制限される。
この亀の子タイプのセミトラクタは、トラクタ自重分の自動車重量税しか課税されないため、けん引可能なトレーラーは重量税課税対象のトレーラーに限定される。

### キャンピングトレーラー

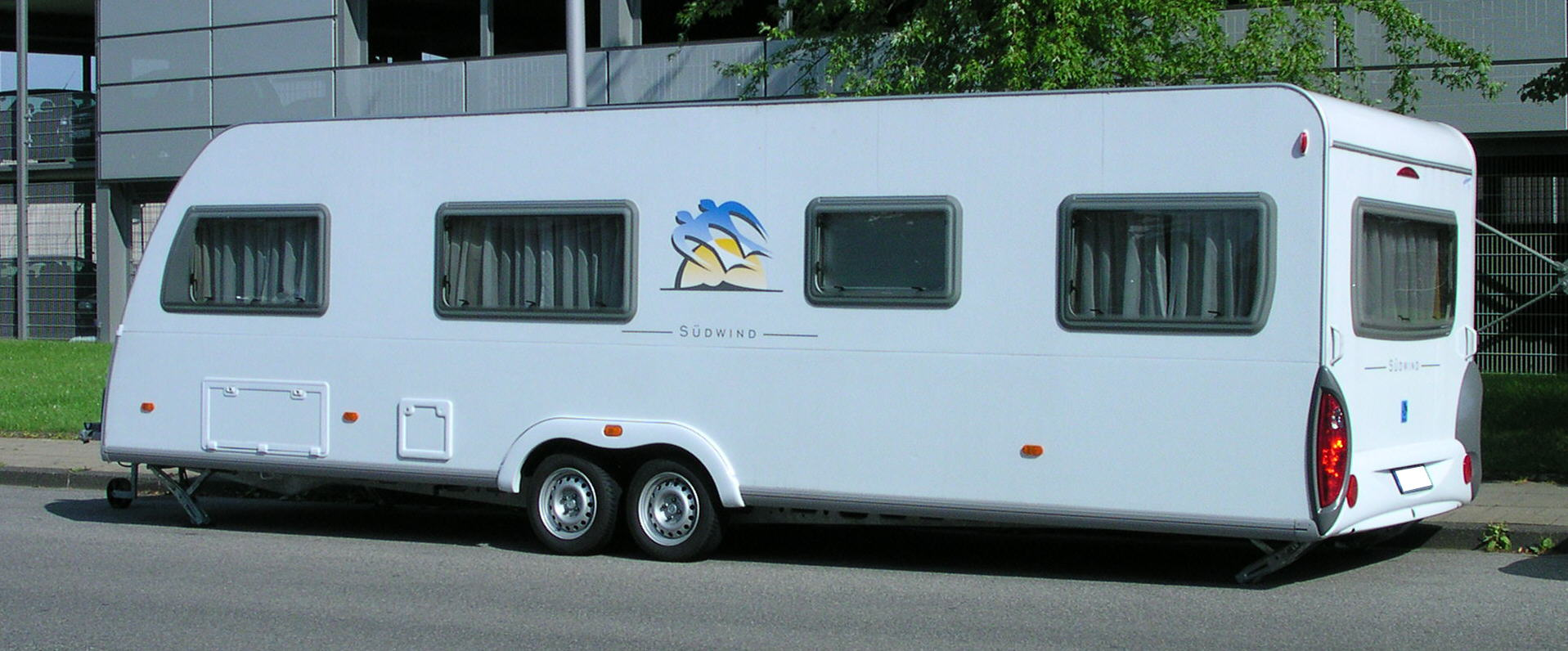
キャンピングトレーラー

トラベルトレーラーとも言われ、箱型の居室にドア、窓、ベッド、ダイニングテーブル、キッチン、トイレ、シャワーなど、生活に必要な装備を一通り整えた被牽引車両のこと。小型のものでは、走行時の安定性を増すため、車両の上半が折りたたみ式になった車種もある。現在日本で登録されているもののほとんどが海外製であり、扱う販売店が少ないことから、個人輸入も多い。多くのものは2トン未満のライトトレーラーに属する（次項参照）。

### ライトトレーラー

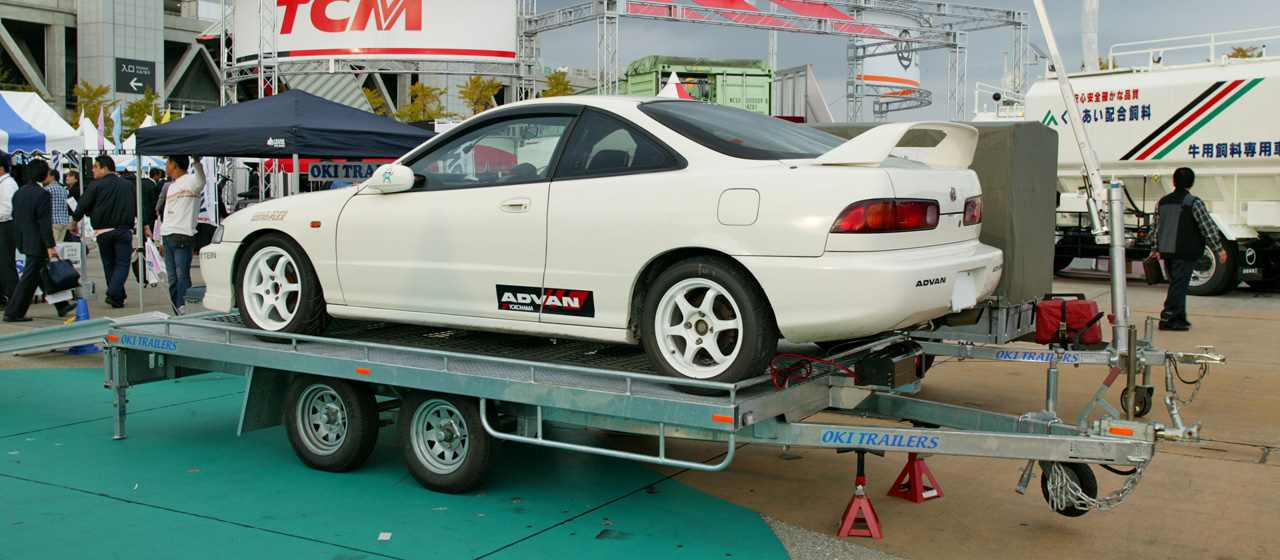
ライトトレーラー

キャンピングトレーラーも含めた総重量3.5トン未満、ヒッチボール式連結器のフルトレーラーの総称。車軸の位置がセンターアクスル式トレーラーに似ているが、本体重量と積載重量が軽いため、走行ブレーキが簡易もしくは装着が免除される事がある。同様に連結器も簡易で、けん引免許が不要な車両も存在する（後述）。そのため、重積載むけの大型貨物トレーラーとは別分野の存在といえる。一般貨物輸送の業務使用（緑ナンバー）は少なく、個人のレジャー使用がほとんどである。
総重量2トン未満であれば、いわゆる「親子指定」をしなくとも牽引可能（トラクター側の車検証への記載が必要で、相応の構造も必要）である。また、軽自動車の規格内に収まるものであれば、軽自動車のナンバー（4ナンバー、8ナンバー）を付けることも可能である。

### トレーラーバス

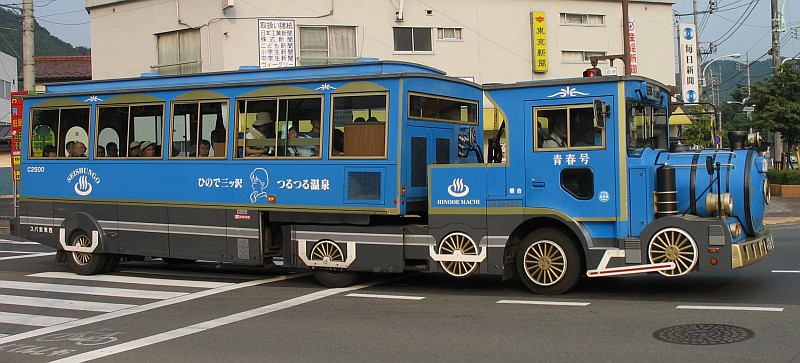
東京都日の出町の観光用トレーラーバス（西東京バス「青春号」

大型二種免許に加えけん引二種免許が必要な現時点では唯一の車両。戦後、日野自動車からボンネットタイプのヘッドと客車を連結したトレーラーバスが発売され活躍したが、機動性の問題や横須賀市での火災事故を機に、次第に主流が単一車の大型バスへと移っていった。現在の日本国内では、公道での使用はされていない。
類似したものでは、千葉県や兵庫県などで連節バスという車両が路線バスとして運行路線を限定して営業している例がある。動きや操作は牽引車そのものであるが、連結装置による車両の切り離しを前提としていない（切り離した場合走行不可でもある）ため単一車とみなされる。よって、運転する際にけん引免許は法律上では不要だが、実際にはけん引免許を取得させた上で乗務させている事業者がほとんどである。

### 戦車運搬車

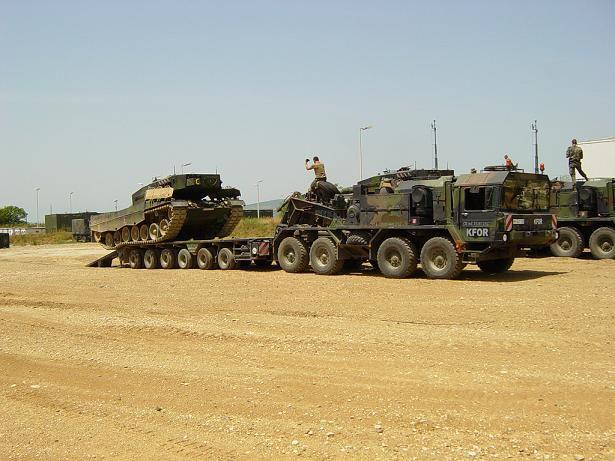
SLT 50-3 エレファント （ドイツ連邦陸軍）

軍用の大型車両（主に履帯装備車両）を輸送するための車両である。戦車などの装軌式車両は不整地を走行するために作られているが、重い重量のために自走に伴う足回りの故障が発生しやすく、動力の伝達効率の悪さと相まって燃費が悪い。一方、装輪車両は、摩擦が小さいことから燃費が良く、機械的な故障が発生しにくいため、整地された場所、つまり道路上では効率がよい。そのようなことから、戦略移動の際には装軌車両を自走させるのではなく、装輪式の戦車運搬車の荷台に装軌車両を搭載して、長距離輸送するのが一般的である。そのため、戦車運搬車が戦車部隊の標準的な装備となっている。日本の陸上自衛隊も、戦車を搭載可能な運搬車を運用している。

### 教習車
自動車教習所や運転免許試験場で使われる。

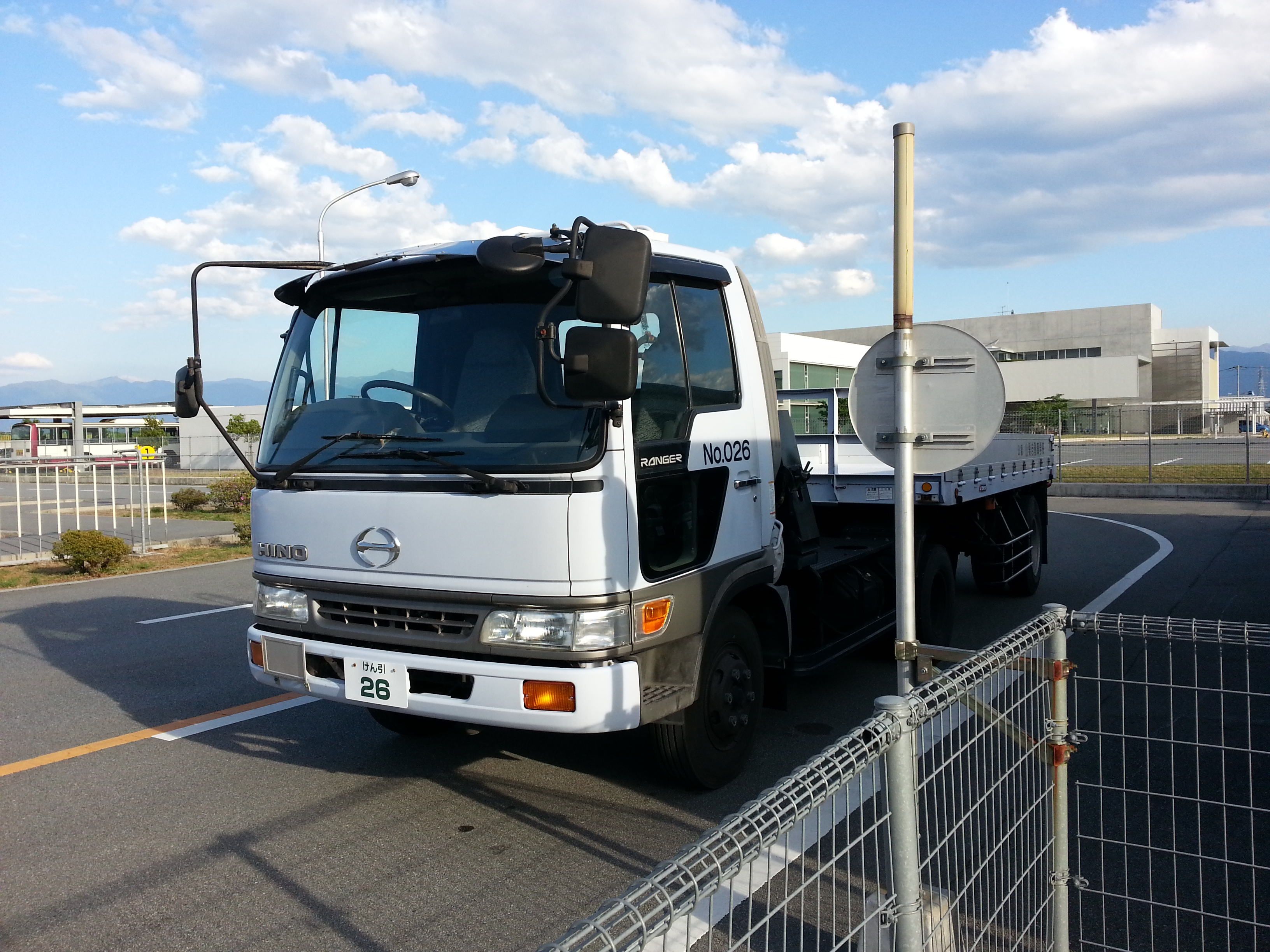
けん引教習車（車種:日野レンジャー）場内のみで使用されるため公道用のナンバーがついていない

- 日本では9 mまたは11 mのセミトレーラーで、平ボディのシャーシをけん引している。けん引免許の試験は場内だけのため、ナンバーを取得していないものがほとんどである。けん引二種免許の試験や教習でも、同じ車両を使用する。トレーラーの総重量2トン未満の牽引小型トレーラー限定免許（通称ライトトレーラー免許）は、試験場への車両持込み受験となる。

普通免許や大型特殊免許だけしか受けていない場合でも教習、試験はできるが、教習車両、試験車両は写真のような車両で行われる。（けん引免許はあくまでもけん引するための免許であり、中型車のマニュアル車で教習を受けていても、中型免許やオートマチック車限定解除を受けているとはみなされないため注意が必要である。）
- アメリカでは州によって異なるものの、基本的にはクラスAを取得すれば大型トレーラーを運転する事が可能である。車両は持ち込みで、学科、実技、構造について出題される。
- EUでは、750 kgまでのトレーラーは特に牽引する為の特別な免許は不要。それ以上のトレーラーを牽引するにはBE級、もしくはC1E級やCE級の取得が必要となる。BE級は日本でいう普通免許＋牽引免許、C1E級は準中型免許+牽引免許、CE級は大型免許+牽引免許に近い。
- 韓国ではトレーラー部分が12 mのセミトレーラーでシャーシをけん引している。特殊免許（トレーラー）は場内だけで、トレーラーの免許が取得できる運転免許試験場や自動車教習所でトレーラー専用のコースで行う。教習でも同じ車両を使用する。

## 特有現象
トレーラー特有の現象には以下のようなものがある。
ジャックナイフ現象（トラクターロック現象）
スピード超過の状態でカーブにさしかかった場合に急ブレーキをかけた時や、急ハンドルをきった時などに起こる現象。急ブレーキの場合はトレーラーにブレーキがかかるタイミングがトラクターより遅れるため、急ハンドルの場合はトレーラーがトラクターの動きに付いて行けず直進するため、トラクタの後部がトレーラーに押されて折れ角が鋭角になり、車両全体としてジャックナイフをたたんだときのようにV字型になる。ひどい場合には横転することもある。
トレーラースウィング現象（トレーラーロック現象）
トレーラーの後輪がロックしてしまい、野球のバットスウィングのように、荷台が連結部を軸に回転（或いはそれに近い状態）する現象。
プラウアウト現象（トラクターフロントロック現象）
カーブなどでもトラクターとトレーラーが一直線になり、車線からはみ出る現象。
スネーキング現象
急ハンドルや急ブレーキ時の他に安全な速度を超過する状態で運行すると追い越し車の風圧などを切っ掛けとして、センターアクスル式のキャンピングトレーラーなどに起こる。ヒッチボールを支点にして蛇のようにくねくねと連結車両が屈曲運動を起こし操縦不能になる。減速することによりスネーキング現象は解消される。名前の由来は、蛇行。
なお、内輪差が通常の車両よりも大きいため、交差点などで旋回時に牽引自動車の旋回の内側に入る時は注意が必要である。

## 日本における牽引自動車
日本の道路交通法の規定では、「牽引自動車」、「牽引車」とも牽引する側（トラクター）のみを指し、牽引される側の車両（車両総重量が750 kgを超えるもので要牽引免許車輌）を「重被牽引車」としている。
「車両制限令」では、『最遠軸距』（一番はなれた車軸と車軸の距離）で、重量や車両の長さを規定していることから、牽引車側の最前軸と、被牽引車側の最後軸の距離が法令の対象となる。このため、牽引車と被牽引車をまとめた名称として、「トレーラ」（全日本トラック協会）または「トレーラー連結車」（国土交通省）と呼称している。
「牽」が常用漢字外の文字であることから、警察関連の法令では、「牽」の字に「けん」とルビを付し、他府省関連の法令では「けん引」と表記する例が多い。
日本の牽引自動車の運転資格については日本の運転免許を参照。
日本の法律では、トレーラーの連結が2台まで認められている。巨大長尺物を運ぶ際、まれにセミトレーラーの後ろにポールトレーラーを連結することがある。
全長25 mの新幹線車両を運ぶ際には、トラクター+フルトレーラー＋ポールトレーラーという連結をさせることもある。その際の運搬車の全長は34 mにもなる。
日本で最重量物の輸送では、前から牽引するだけでなく、後ろにもトラクターを連結し押す。それら全てを合わせた全長は40 mになる。

### 歴史
1930年にアメリカ合衆国から10台のトレーラーが初めて輸入された。
国産としては、1944年に日本通運が特殊自動車として初の国産トレーラーを製作。
終戦後、日野自動車が1946年にボンネットタイプのトラクターと、平ボディ型のトレーラー（15 t積）、1947年に客車タイプのトレーラー（150人乗り）の生産を始め、対抗するように1951年には三菱重工業（現在の三菱ふそうトラック・バス）もトラクタを製造した。
1960年代に入ると高速道路を初めとする全国の道路整備状況が著しく発達したこと（モータリゼーション）や建設系重機の生産が増大したことを受け、高出力かつ高速走行が可能なトラクターの開発が進んだ。

### 各種規制
車両制限令による各種規制。
- 全長規制（高速道路）
  - セミトレーラー : 連結時の長さは16.5 m
  - セミトレーラー（申請※） : 連結時の長さは17.0 m
  - フルトレーラー : 連結時の長さは18.0 m
- 全長規制（一般道路）
  - トレーラー : 12.0 m
- 車両総重量規制（高速道路）
  - トレーラー : 台車のみで36 t
  - セミトレーラー（申請※） : 44t
- 車両総重量規制（一般道路）
  - トレーラー : 27 t
  - セミトレーラー（申請※） : 単体で50 t　(50 tを超えると通行許可の取得の際に徐行、誘導車の配置等の制限が適用される。）
- 1軸当たり重量
  - トレーラー : 10 t

※分割不可能な積載物を運搬する際に地方運輸局か運輸支局へ申請する。次に通行する道路の管轄警察署へ申請し、通行道路・通行車線・走行時間・積載物・先導車の有無・人員の配置などの審査を行う。
特例8車種は申請すると、バラ荷で44 tまで許可される。

### 運転免許
自動車により重被牽引車（車両総重量が750 kgを超えるトレーラーを言う）を牽引する場合、牽引免許を受けなければならない。ただし、ライトトレーラーやオートバイ用トレーラーを牽引する場合は事情が異なるため、各項目参照のこと。また、自走できない故障車を牽引する場合はやむを得ない措置として、牽引免許がなくても牽引することができる。この場合でも故障車は「車を運転する扱い」になるので、免許を持った人が故障車に乗り、ハンドルやブレーキを操作する。

### 一般道路等での最高速度
高速自動車国道の本線車道のうち対面通行の区間（暫定2車線区間等）や登坂車線、自動車専用道路、一般道路においては、一般の自動車と同様に、法定最高速度は60 km/hである。なお、「付随車」となるオートバイ用トレーラーについては最高速度が異なるため同項目参照のこと。

### 高速道路等での最高速度
高速自動車国道の本線車道のうち、対面通行でない区間での法定最高速度は以下のとおり。
- 法定最高速度100 km/hとなるもの
  - 大型自動二輪車、普通自動二輪車または緊急自動車であって、トレーラーをけん引するもの
- 法定最高速度80 km/hとなるもの
  - 前号以外の、トレーラーをけん引する三輪以上の自動車

#### 特殊な例外
一部の高速自動車国道や自動車専用道路で、法定最高速度よりも引き上げられている区間（自専道で「100」、高速国道で「120」など）については、現状、車両の種類「けん引」の補助標識により区分されている。「けん引」の定義は「重被牽引車を牽引している牽引自動車」（道路標識、区画線及び道路標示に関する命令別表第二の備考一の（六））であるため、法令の適用は次のとおりになる。なお、付随車をけん引する原付はこれらの道路を通行できない。
- 『大貨等 三輪 けん引』の補助標識により指定最高速度が適用される自動車（おおむね通常時『80』が多い）
  - 重被けん引車をけん引する全ての牽引自動車

- 『大貨等 三輪 けん引を除く』の補助標識により指定最高速度が適用される自動車（おおむね通常時『100』や『120』が多い）
  - 車両総重量750 kg以下のトレーラーをけん引する全ての牽引自動車

#### 車両通行帯

牽引自動車の高速自動車国道通行区分（327の3）
自動車の自動車専用道路第一通行帯通行指定区間（327の6）

高速道路等（高速自動車国道や自動車専用道路）における以下の車両通行帯規制は、重被けん引車をけん引する自動車が対象である。車両総重量750 kg以下のトレーラー牽引自動車は対象外である。なお規制詳細は上掲の項目を参照。
- 牽引自動車の高速自動車国道通行区分（109の5）
- 牽引自動車の自動車専用道路第一通行帯通行指定区間（327の6）

### ナンバープレート

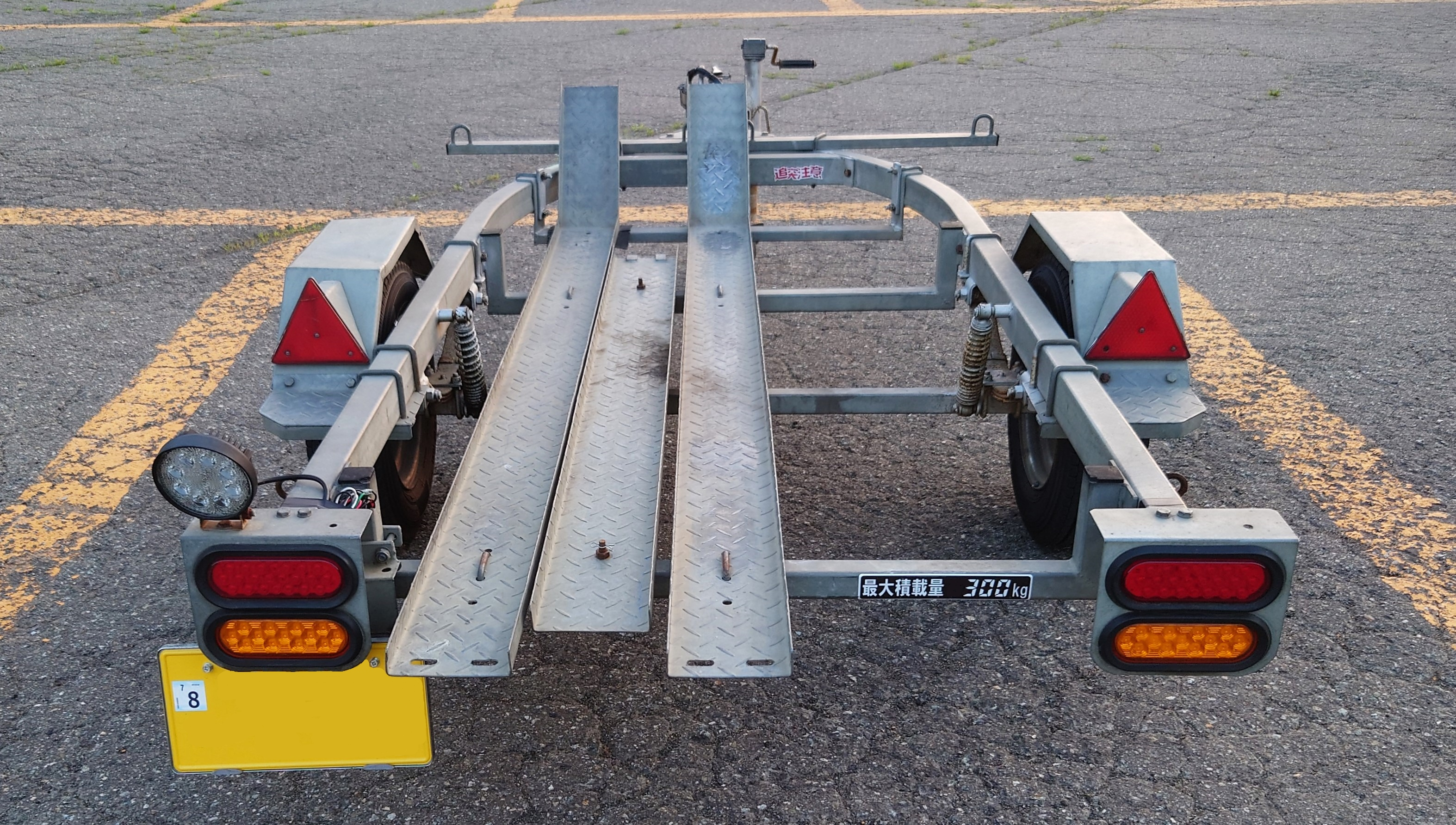
軽自動車のライトトレーラーを後方より前方へ見た構図

法令上、トラクタートラックとトレーラーはそれぞれ別々の車両（特にトラクターは単独で走行できるので）となる。このためナンバープレートは個別に発行され、車両の登録も別となっている。そのため、原則的には連結時には前方と後方でナンバープレートが異なる。双方1･4ナンバーが多いが、冷凍設備を持つものや小型のボート運搬用のもの等、特種自動車扱いとなるトレーラーは8ナンバーとなる。また、東京都日の出町のトレーラーバスは、トラクター・トレーラーとも2ナンバーとなっている。なお、車検についても個別に通す必要があり、トレーラーを含むフロントガラスを持たない自動車は検査標章はナンバープレート左上に貼り付ける。

### 後部反射板の設置
トレーラーには、荷台後方へ正立の三角形の赤い反射板（▲）の設置が義務付けられている。これは、後方車両に全長の長い牽引車である事を知らせ、追い越しの際の注意を促すための措置である。
保安基準：（赤色・正立正三角形で一辺が15 cm以上20 cm以下のもの、又は中空の正立正三角形で帯状部の幅が一辺の5分の1以上(3〜4 cm)で一辺が15 cm以上20 cm以下のもの　*昭和48年11月30日以前に製作されたものは正立正三角形で一辺が5 cm以上のもの又は中空の正立正三角形で帯状部の幅が2.5 cm以上のものでもよい)

## ヨーロッパにおける牽引自動車

### 運転免許
EUの免許クラスでは750 kg以上の被牽引車を牽引するトレーラーにはEの区分の免許が必要であるが、これはBクラス（乗用車）、Cクラス（車両総重量3,500 kgを超える貨物車）、C1クラス（車両総重量7,500 kgまでの貨物車）、Dクラス（バス）、D1クラス（一定の要件以上のバス）の免許に付されるもので、それぞれBE、CE、C1E、DE、D1Eというクラスの運転免許が必要である。

### 運行条件

#### 昼間点灯
- ベラルーシでは牽引車を伴う自動車と特殊自動車はヘッドライトの昼間点灯が必要である[14]。
- モルドバでは11月から3月まで他の自動車を牽引する自動車はヘッドライトの昼間点灯が必要である[14]。

#### 三角表示板等
- クロアチア、マケドニア、モンテネグロ、セルビアなどでは牽引車を伴う自動車は三角表示板2台の車載が必要である[14]。

## アメリカ合衆国における牽引自動車

### 運転免許
運転免許の制度については州ごとに決めているため全米一律の規則は無い。おおむね共通する傾向としては、車両の重量で区分され最大のものはClass A、重量や定員に制限が加わることでB、Cと区分のアルファベットが下っていくこと。もう一つは給与や報酬の対価として運転をする場合は、貨物・旅客問わず営業運転免許(CDL、Commercial Driver License)が必要なこと。それ以外は細部が異なっており、一口に牽引自動車の免許と言っても細かいことも含めれば州によって違いがある。
例えばニューヨーク州の場合。
| 免許区分      | 運転できる車                                           | 牽引、その他条件                                                                                                  |
| ------------- | ------------------------------------------------------ | --- |
| Class A (CDL) | 重量・定員の制限なし                                   | 牽引可、重量等の制限なし                                                                                          |
| Class B (CDL) | 総重量26,000ポンド超                                   | 牽引不可 |
| Class C (CDL) | 旅客運送+貨物運送 総重量26,000ポンド以下               | 牽引不可 |
| Class D       | 総重量26,000ポンド以下                                 | 牽引可、10,000ポンド以下 連結総重量26,000ポンド以内であれば、被牽引車の単体総重量が10,000ポンドを超えることも可能 |
| Class DJ      | 総重量10,000ポンド以下                                 | 牽引可、3,000ポンド以下 16～17歳限定                                                                              |
| Class E       | 旅客自動車運送事業 総重量26,000ポンド以下 定員14名以下 | 貨物運送事業の運転業務不可                                                                                        |

16歳～17歳までが取得できるClass DJで運転できるのは総重量10,000ポンド(約4.53t)以下の乗用車及び貨物車、被牽引車は総重量3,000ポンド(約1.36t以下)という規則がある。つまり制限はあるものの、DJ免許に牽引資格も含まれている。それより上の免許も被牽引資格が含まれており、且つ運転できる車や被牽引車の重量が大きくなっていく。日本の普通～中型に近い位置づけのClass Dでは総重量26,000ポンド(約11.79t)以下、被牽引車は総重量10,000ポンド(約4.53t)以下で、連結総重量が26,000ポンド以下であれば被牽引車の総重量は10,000ポンドを超えることも可能。ここまでは自家用免許で、賃金や対価が発する営業車両に運転乗務することはできない。Class Eは旅客自動車(バス、タクシー)用免許で、運転できる車はClass Dと同じ総重量26,000ポンド以下且つ定員14人以下となっており、貨物自動車は運転できない。その上のClass CからClass AまではCDLとなり、ニューヨーク州にはこれらの自家用免許は設定されていない。Class CはClass Eに貨物自動車運転資格を付与したもので牽引は含まれない。大型車に相当するClass Bは総重量26,000ポンド超で牽引無し。大型+牽引に相当するClass Aでは牽引車・被牽引車共に制限がなくなる。
テキサス州は免許区分の名称以外はニューヨークとは異なっている。テキサスの運転免許はClass A～Cの3区分にオートバイ用のClass Mを加えた合計4区分で、A～Cは自家用とCDLがある。普通自動車に相当するのはClass Cで、その自家用免許で運転できる車は総重量26000ポンド以下で、被牽引車は総重量20000ポンド(約9t)以下の農業用被牽引車に限定される。Class C CDLは定員16～23人の中型旅客自動車用となっている。Class B自家用は総重量26000ポンド超の車と、総重量10000ポンド以下の各種被牽引車、20000ポンド以下の農業用被牽引車を運転することが可能。Class Aになると制限がなくなる。Class B CDLは26000ポンド超の車と10000ポンド以下の被牽引車、定員24人以上の旅客自動車が運転できる。Class A CDLは重量・定員の規制は無い。
この二州を比べると、免許の名前は同じでも運転できる車が違うのが分かる。牽引自動車を見ると、Class Aならば重量制限がないのは両者とも共通だが、テキサスは自家用とCDLの両方が用意されている。つまりもし自家用の大型キャンピングカーを運転する場合、テキサスであれば自家用Class Aを取得して運転することもかのうだが、ニューヨークではCDLであるClass Aを取得するしかない。またテキサスはClass BとCは被牽引車の農業用途規定があり総重量の上限が異なっているが、ニューヨークにはそのようなものはない。両者ではそもそも免許の建付けや前提が異なっているのがわかる。